# Gloydius saxatilis
Gloydius saxatilis este o specie de șerpi din genul Gloydius, familia Viperidae, descrisă de Emelianov 1937. A fost clasificată de IUCN ca specie cu risc scăzut. Conform Catalogue of Life specia Gloydius saxatilis nu are subspecii cunoscute.